# Copa del Món de Rugbi 1999
La Copa del Món de Rugbi 1999 fou la quarta Copa del Món de Rugbi i la segona guanyada per la selecció d'Austràlia. Aquesta va ser la primera Copa del Món de Rugbi que es va celebrar en l'era professional del rugbi. La nació amfitriona principal fou Gal·les, tot i que la majoria dels partits es van jugar fora del país de forma compartida amb la resta de nacions que disputaven el Torneig de les Cinc Nacions: Anglaterra, França, Escòcia i Irlanda (Incloent Irlanda del Nord). De totes maneres, la cerimònia d'obertura, el primer partit i la final es van disputar a Cardiff, i la selecció gal·lesa estava classificada com a amfitriona. En aquesta edició només quatre llocs de classificació automàtics estaven disponibles. L'amfitrió i els altres tres millors equips de la Copa del Món anterior: Sud-àfrica, Nova Zelanda i França.
El torneig es va ampliar a 20 equips (de 16), dividit en cinc grups de quatre equips. Aquest format va fer necessari modificar el sistema de competició. Els 5 primers de cada grup passaven directament a quarts de final, mentre que els 5 segons i el millor tercer anaven a uns vuitens de final amb 6 equips. La classificació per la fase final del torneig va tenir lloc entre les 63 nacions no classificades de forma automàtica. El torneig de 1999 va veure la introducció d'una repesca, donant als subcampions en cada zona de classificació una nova oportunitat de classificació. Uruguai i Tonga van ser els primers països a beneficiar-se d'aquest sistema de repesca, i obtenir el pas a la fase final juntament amb Austràlia, Anglaterra, Irlanda, Escòcia, Itàlia, Argentina, Fiji, Samoa, Romania, Canadà, Namíbia, Japó, Espanya i els Estats Units.
El torneig va començar amb la cerimònia d'obertura al Millennium Stadium de Cardiff que s'inaugurava per l'ocasió. Gal·les va vèncer a l'Argentina per 23-18, i Colin Charvis va marcar el primer assaig del torneig. Austràlia va guanyar el torneig, convertint-se en el primer país a fer-ho dues vegades i també fins a la data l'únic equip a guanyar després d'haver de qualificar per al torneig, amb un triomf de 35-12 sobre França, que no van poder repetir la seva victòria a semifinals sobre els favorits del torneig, els All Blacks.

## Classificació
El procés de classificació per aquesta edició del mundial fou molt complex. Tan sols 4 seleccions, Gal·les com amfitriona i les 3 primeres de l'edició anterior (Sud-àfrica, Nova Zelanda i França) tenien assegurada la classificació per aquesta edició. les 16 places restants s'havien de decidir entre 65 aspirants en els torneigs regionals i dues repesques.
| Àfrica                                                     | Amèrica                                                                                       | Europa | Oceania/Àsia |
| ---------------------------------------------------------- | --------------------------------------------------------------------------------------------- | --- | --- |
| - Namíbia (Àfrica) - Sud-àfrica (Classificació Automàtica) | - Argentina (Amèrica 1) - Canadà (Amèrica 2) - Estats Units (Amèrica 3) - Uruguai (Repesca 2) | - Anglaterra (Europa 2) - França (Classificació Automàtica) - Irlanda (Europa 1) - Itàlia (Europa 5) - Romania (Europa 4) - Escòcia (Europa 3) - Espanya (Europa 6) - Gal·les | - Austràlia (Oceania 1) - Fiji (Oceania 2) - Nova Zelanda (Classificació Automàtica) - Samoa (Oceania 3) - Tonga (Repesca 1) - Japó (Àsia) |

## Estadis
Gal·les va guanyar el dret a organitzar la Copa del Món el 1999. La seu central per al torneig va ser el Millennium Stadium, construït en el lloc de l'antic National stadium al Cardiff Arms Park amb un cost de 126£ milions provinents dels diners de la loteria i de la inversió privada. Altres partits disputats a Gal·les van ser el Racecourse Ground i Stradey Park. Es va arribar a un acord perquè els altres participants en el Toenig de les Cinc Nacions (Anglaterra, França, Irlanda i Escòcia) també va acollir partits.
Els partits a Anglaterra incloien els estadis de Twickenham i Welford Road, Ashton Gate a Bristol i el McAlpine Stadium a Huddersfield, que normalment alberga partits de futbol. A Escòcia incloïa el Murrayfield Stadium, Hampden Park (Seu de la Federació escocesa de futbol) i Netherdale a Galashiels. A Irlanda els estadis eren Lansdowne Road (ara Aviva Stadium), Ravenhill (Actualment Kingspan Stadium) i Thomond Park. França utilitzar cinc llocs, més que qualsevol altre país, incloent l'estadi nacional francès, Stade de França, que va ser seu de la Copa Mundial de la FIFA 1998.
| Seus         | Seus                     | Seus      |
| Ciutat       | Estadi                   | Capacitat |
| ------------ | ------------------------ | --------- |
| París        | Stade de França          | 80,000    |
| Londres      | Twickenham Stadium       | 75,000    |
| Cardiff      | Millennium Stadium       | 74,500    |
| Edimburg     | Murrayfield Stadium      | 67,500    |
| Glasgow      | Hampden Park             | 52,500    |
| Dublín       | Lansdowne Road           | 49,250    |
| Lens         | Stade Félix Bollaert     | 41,800    |
| Bordeus      | Parc Lescure             | 38,327    |
| Toulouse     | Stadium Municipal        | 37,000    |
| Huddersfield | McAlpine Stadium         | 24,500    |
| Bristol      | Ashton Gate              | 21,500    |
| Béziers      | Stade de la Méditerranée | 18,000    |
| Leicester    | Welford Road Stadium     | 16,500    |
| Wrexham      | Racecourse Ground        | 15,500    |
| Limerick     | Thomond Park             | 13,500    |
| Belfast      | Ravenhill                | 12,500    |
| Llanelli     | Stradey Park             | 10,800    |
| Galashiels   | Netherdale               | 6,000     |

## Grups i format
| Grup A                                     | Grup B                                       | Grup C                             | Grup D                               | Grup E                                         |
| ------------------------------------------ | -------------------------------------------- | ---------------------------------- | ------------------------------------ | ---------------------------------------------- |
| Sud-àfrica · Escòcia · Espanya · Uruguai · | Nova Zelanda · Anglaterra · Itàlia · Tonga · | França · Fiji · Canadà · Namíbia · | Gal·les · Argentina · Samoa · Japó · | Austràlia · Irlanda · Estats Units · Romania · |

- Grup A es va jugar a Escòcia
- Grup B es va jugar a Anglaterra
- Grup C es va jugar a França
- Grup D es va jugar a Gal·les
- Grup E es va jugar a la República d'Irlanda i Irlanda del Nord.

### Sistema de Puntuació
El sistema de puntuació va variar lleugerament del sistema utilitzat a l'anterior edició de la copa del món. En aquest cas es va seguir la següent reglamentació:
- 3 punts per victòria
- 2 punts per empat
- 1 punt per jugar

### Fase final
La configuració de la fase de grups, amb 5 grups de 4 equips suposava la necessitat de crear un complex sistema de competició. D'aquesta manera es va dissenyar una fase final on els 5 primers de cada grup passaven directament a quarts de final, mentre que els 5 segons i el millor tercer anaven a uns vuitens de final amb 6 equips. Per determinar el quadre d'enfrontaments es va seguir el següent esquema:
- Vuitens de final
  - Partit H: 2n Grup B v 2n Grup C
  - Partit G: 2n Grup A v 2n Grup D
  - Partit F: 2n Grup E v Millor tercer
- Quarts de final
  - Partit M: 1r Grup D v 1r Grup E
  - Partit J: 1r Grup A v Guanyador partit H
  - Partit L: 1r Grup C v Guanyador partit F
  - Partit K: 1r Grup B v Guanyador partit G
- Semi-finals
  - Guanyador Partit J v Guanyador Partit M
  - Guanyador Partit L v Guanyador Partit K

## Fase de grups
El torneig va començar l'1 d'octubre de 1999 al Millennium Stadium de Cardiff, amb la victòria de l'equip amfitrió contra Argentina en un partit renyit, que acabaria amb el resultat de 23-18. La fase de grups fou altament productiva pels equips que participaven en el Torneig de les Tres Nacions, ja que tens els All Blacks (que guanyaren a Itàlia per 101-3), els Wallabies i els Springbooks guanyarien tots els seus partits. Per la banda europea, França va demostrar el seu potencial en no perdre ni un sol partit, mentre que Gal·les va tornar a pedre un partit, aquest cop contra Samoa Occidental, tot i ser 1a del seu grup. No obstant això, com s'esperava, Anglaterra, Irlanda i Escòcia tots van acabar segons en els seus grups i es van veure obligats la fase de vuitens o play-off amb la resta de subcampions Samoa Occidental, Fiji i Argentina com el millor tercer costat. Destaca el debut de la selecció espanyola amb jugadors catalans (A la francesa també hi havia jugadors d'origen català) que va perdre tots els seus partits.

### Grup A
| Equip      | J | G | E | P | PF  | PC  | Pts |
| ---------- | - | - | - | - | --- | --- | --- |
| Sud-àfrica | 3 | 3 | 0 | 0 | 132 | 35  | 9   |
| Escòcia    | 3 | 2 | 0 | 1 | 120 | 58  | 7   |
| Uruguai    | 3 | 1 | 0 | 2 | 42  | 97  | 5   |
| Espanya    | 3 | 0 | 0 | 3 | 18  | 122 | 3   |

| Espanya                                    | 15–27          | Uruguai | 2 d'octubre de 1999 15:00 WEST/GMT+01 (UTC+01) - Netherdale, Galashiels Àrbitre: Chris White (Anglaterra) |
| Pen.: Kovalenco (5) 7', 40', 48', 50', 68' | [Fitxa partit] | Assaigs: Ormaechea 23' c Penalty try 64' c Cardoso 77' m Menchaca 80' m Con.: Aguirre Sciarra Pen.: Aguirre 15' | 2 d'octubre de 1999 15:00 WEST/GMT+01 (UTC+01) - Netherdale, Galashiels Àrbitre: Chris White (Anglaterra) |

| Escòcia                                                                | 29–46 | Sud-àfrica                                                                                               | 3 d'octubre de 1999 17:00 WEST/GMT+01 (UTC+01) - Murrayfield, Edimburg Àrbitre: Colin Hawke (Nova Zelanda) |
| Assaigs: M. Leslie Tait Con.: Logan (2) Pen.: Logan (4) Drop: Townsend |       | Assaigs: Le Roux Kayser Van der Westhuizen Fleck A. Venter B. Venter Con.: De Beer (5) Pen.: De Beer (2) | 3 d'octubre de 1999 17:00 WEST/GMT+01 (UTC+01) - Murrayfield, Edimburg Àrbitre: Colin Hawke (Nova Zelanda) |

| Escòcia                                                                                    | 43–12 | Uruguai                   | 8 d'octubre de 1999 16:00 WEST/GMT+01 (UTC+01) - Murrayfield, Edimburg Àrbitre: Stuart Dickinson (Austràlia) |
| Assaigs: Russell Armstrong Metcalfe M. Leslie Simpson Townsend Con.: Logan (5) Pen.: Logan |       | Pen.: Aguirre (3) Sciarra | 8 d'octubre de 1999 16:00 WEST/GMT+01 (UTC+01) - Murrayfield, Edimburg Àrbitre: Stuart Dickinson (Austràlia) |

| Sud-àfrica                                                                       | 47–3 | Espanya              | 10 d'octubre de 1999 17:00 WEST/GMT+01 (UTC+01) - Murrayfield, Edimburg Àrbitre: Paul Honiss (Nova Zelanda) |
| Assaigs: Vos (2) Leonard Penalty try Muller Skinstad Swanepoel Con.: De Beer (6) |      | Pen.: Velazco Querol | 10 d'octubre de 1999 17:00 WEST/GMT+01 (UTC+01) - Murrayfield, Edimburg Àrbitre: Paul Honiss (Nova Zelanda) |

| Sud-àfrica                                                                                    | 39–3 | Uruguai       | 15 d'octubre de 1999 17:00 WEST/GMT+01 (UTC+01) - Hampden Park, Glasgow Àrbitre: Peter Marshall (Austràlia) |
| Assaigs: Van den Berg (2) Van der Westhuizen Kayser Fleck Con.: De Beer (4) Pen.: De Beer (2) |      | Pen.: Aguirre | 15 d'octubre de 1999 17:00 WEST/GMT+01 (UTC+01) - Hampden Park, Glasgow Àrbitre: Peter Marshall (Austràlia) |

| Escòcia                                                                                       | 48–0 | Espanya | 16 d'octubre de 1999 15:00 WEST/GMT+01 (UTC+01) - Murrayfield, Edimburg Àrbitre: Clayton Thomas (Gal·les) |
| Assaigs: Mather (2) McLaren Longstaff Hodge C. Murray Penalty try Con.: Hodge (5) Pen.: Hodge |      |         | 16 d'octubre de 1999 15:00 WEST/GMT+01 (UTC+01) - Murrayfield, Edimburg Àrbitre: Clayton Thomas (Gal·les) |

### Grup B
| Equip        | J | G | E | P | PF  | PC  | Pts |
| ------------ | - | - | - | - | --- | --- | --- |
| Nova Zelanda | 3 | 3 | 0 | 0 | 176 | 28  | 9   |
| Anglaterra   | 3 | 2 | 0 | 1 | 184 | 47  | 7   |
| Tonga        | 3 | 1 | 0 | 2 | 47  | 171 | 5   |
| Itàlia       | 3 | 0 | 0 | 3 | 35  | 196 | 3   |

| Anglaterra                                                                                                 | 67–7 | Itàlia                             | 2 d'octubre de 1999 17:00 WEST/GMT+01 (UTC+01) - Twickenham, Londres Assistència: 73,470 espectadors Àrbitre: Andre Watson (Sud-àfrica) |
| Assaigs: Wilkinson Hill Luger Back De Glanville Corry Dawson Perry Con.: Wilkinson (6) Pen.: Wilkinson (5) |      | Assaigs: Dominguez Con.: Dominguez | 2 d'octubre de 1999 17:00 WEST/GMT+01 (UTC+01) - Twickenham, Londres Assistència: 73,470 espectadors Àrbitre: Andre Watson (Sud-àfrica) |

| Nova Zelanda                                                                      | 45–9 | Tonga               | 3 d'octubre de 1999 15:00 WEST/GMT+01 (UTC+01) - Ashton Gate, Bristol Assistència: 22,000 espectadors Àrbitre: Derek Bevan (Gal·les) |
| Assaigs: Lomu (2) Kelleher Maxwell Kronfeld Con.: Mehrtens (4) Pen.: Mehrtens (4) |      | Pen.: Taumalolo (3) | 3 d'octubre de 1999 15:00 WEST/GMT+01 (UTC+01) - Ashton Gate, Bristol Assistència: 22,000 espectadors Àrbitre: Derek Bevan (Gal·les) |

| Anglaterra                                                | 16–30 | Nova Zelanda                                                        | 9 d'octubre de 1999 16:30 WEST/GMT+01 (UTC+01) - Twickenham, Londres Assistència: 72,000 espectadors Àrbitre: Peter Marshall (Austràlia) |
| Assaigs: De Glanville Con.: Wilkinson Pen.: Wilkinson (3) |       | Assaigs: Kelleher Wilson Lomu Con.: Mehrtens (3) Pen.: Mehrtens (3) | 9 d'octubre de 1999 16:30 WEST/GMT+01 (UTC+01) - Twickenham, Londres Assistència: 72,000 espectadors Àrbitre: Peter Marshall (Austràlia) |

| Itàlia                                                | 25–28 | Tonga                                                                                       | 10 d'octubre de 1999 19:00 WEST/GMT+01 (UTC+01) - Welford Road Leicester Àrbitre: David McHugh (Irlanda) |
| Assaigs: Moscardi Con.: Dominguez Pen.: Dominguez (6) |       | Assaigs: Taufahema Fatani Tuipulotu Con.: Tuipulotu (2) Pen.: Tuipulotu (2) Drop: Tuipulotu | 10 d'octubre de 1999 19:00 WEST/GMT+01 (UTC+01) - Welford Road Leicester Àrbitre: David McHugh (Irlanda) |

| Nova Zelanda | 101–3 | Itàlia          | 14 d'octubre de 1999 13:00 WEST/GMT+01 (UTC+01) - McAlpine Stadium, Huddersfield Assistència: 24,000 espectadors Àrbitre: Jim Fleming (Escòcia) |
| Assaigs: Wilson (3) Osborne (2) Lomu (2) Randell Brown Cullen Hammett Gibson Robertson Mika Con.: Brown (11) Pen.: Brown (3) |       | Pen.: Dominguez | 14 d'octubre de 1999 13:00 WEST/GMT+01 (UTC+01) - McAlpine Stadium, Huddersfield Assistència: 24,000 espectadors Àrbitre: Jim Fleming (Escòcia) |

| Anglaterra | 101–10 | Tonga                                           | 15 d'octubre de 1999 13:00 WEST/GMT+01 (UTC+01) - Twickenham, Londres Assistència: 72,485 espectadors Àrbitre: Wayne Erickson (Austràlia) |
| Assaigs: Guscott (2) Greening (2) Luger (2) Healey (2) Greenwood (2) Dawson Perry Hill Con.: Grayson (12) Pen.: Grayson (4) |        | Assaigs: Tiueti Con.: Tuipulotu Pen.: Tuipulotu | 15 d'octubre de 1999 13:00 WEST/GMT+01 (UTC+01) - Twickenham, Londres Assistència: 72,485 espectadors Àrbitre: Wayne Erickson (Austràlia) |

### Grup C
| Equip   | J | G | E | P | PF  | PC  | Pts |
| ------- | - | - | - | - | --- | --- | --- |
| França  | 3 | 3 | 0 | 0 | 108 | 52  | 9   |
| Fiji    | 3 | 2 | 0 | 1 | 124 | 68  | 7   |
| Canadà  | 3 | 1 | 0 | 2 | 114 | 82  | 5   |
| Namíbia | 3 | 0 | 0 | 3 | 42  | 186 | 3   |

| Fiji | 67–18 | Namíbia                                                 | 1 d'octubre de 1999 21:00 CEST/GMT+2 (UTC+02) - Stade de la Méditerranée Béziers Àrbitre: David McHugh (Irlanda) |
| Assaigs: Lasagavibau (2) Naivaluwaqa Raulini Satala Vuivau Smith Tikomaimakogai Katalau Con.: Serevi (8) Pen.: Serevi (2) |       | Assaigs: Jacobs Senekal Con.: Van Dyk Pen.: Van Dyk (2) | 1 d'octubre de 1999 21:00 CEST/GMT+2 (UTC+02) - Stade de la Méditerranée Béziers Àrbitre: David McHugh (Irlanda) |

| França                                                                      | 33–20 | Canadà                                                | 2 d'octubre de 1999 14:00 CEST/GMT+2 (UTC+02) - Stade de la Méditerranée, Béziers Àrbitre: Brian Campsall (Anglaterra) |
| Assaigs: Ntamack Glas Castaignède Magne Con.: Dourthe (2) Pen.: Dourthe (3) |       | Assaigs: Williams (2) Con.: Ross Rees Pen.: Ross Rees | 2 d'octubre de 1999 14:00 CEST/GMT+2 (UTC+02) - Stade de la Méditerranée, Béziers Àrbitre: Brian Campsall (Anglaterra) |

| França                                                                              | 47–13 | Namíbia                                            | 8 d'octubre de 1999 21:00 CEST/GMT+2 (UTC+02) - Parc Lescure, Bordeus Àrbitre: Chris White (Anglaterra) |
| Assaigs: Mola (3) Ntamack Mignoni Bernat-Salles Con.: Dourthe (4) Pen.: Dourthe (3) |       | Assaigs: Samuelson Con.: Van Dyk Pen.: Van Dyk (2) | 8 d'octubre de 1999 21:00 CEST/GMT+2 (UTC+02) - Parc Lescure, Bordeus Àrbitre: Chris White (Anglaterra) |

| Fiji                                                                                    | 38–22 | Canadà                                              | 9 d'octubre de 1999 13:30 CEST/GMT+2 (UTC+02) - Parc Lescure, Bordeus Àrbitre: Ed Morrison (Anglaterra) |
| Assaigs: Satala (2) Vunibaka Lasagavibau Con.: Little (3) Pen.: Little (3) Drop: Little |       | Assaigs: James Con.: Rees Pen.: Rees (4) Drop: Rees | 9 d'octubre de 1999 13:30 CEST/GMT+2 (UTC+02) - Parc Lescure, Bordeus Àrbitre: Ed Morrison (Anglaterra) |

| Canadà                                                                                        | 72–11 | Namíbia                          | 14 d'octubre de 1999 20:30 CEST/GMT+2 (UTC+02) - Stade de Toulouse Àrbitre: Andrew Cole (Austràlia) |
| Assaigs: Stanley (2) Snow (2) Nichols (2) Charron Ross Williams Con.: Rees (9) Pen.: Rees (3) |       | Assaigs: Hough Pen.: Van Dyk (2) | 14 d'octubre de 1999 20:30 CEST/GMT+2 (UTC+02) - Stade de Toulouse Àrbitre: Andrew Cole (Austràlia) |

| França                                                                             | 28–19 | Fiji                                             | 16 d'octubre de 1999 14:00 CEST/GMT+2 (UTC+02) - Stade de Toulouse Àrbitre: Paddy O'Brien (Nova Zelanda) |
| Assaigs: Juillet Dominici Penalty try Con.: Dourthe (2) Pen.: Dourthe (2) Lamaison |       | Assaigs: Uluinayau Con.: Little Pen.: Little (4) | 16 d'octubre de 1999 14:00 CEST/GMT+2 (UTC+02) - Stade de Toulouse Àrbitre: Paddy O'Brien (Nova Zelanda) |

### Grup D
| Equip     | J | G | E | P | PF  | PC  | Pts |
| --------- | - | - | - | - | --- | --- | --- |
| Gal·les   | 3 | 2 | 0 | 1 | 118 | 71  | 7   |
| Samoa     | 3 | 2 | 0 | 1 | 97  | 72  | 7   |
| Argentina | 3 | 2 | 0 | 1 | 83  | 51  | 7   |
| Japó      | 3 | 0 | 0 | 3 | 36  | 140 | 3   |

| Gal·les                                                     | 23–18 | Argentina         | 1 d'octubre de 1999 15:00 WEST/GMT+1 (UTC+01) - Millennium Stadium, Cardiff Àrbitre: Paddy O'Brien (Nova Zelanda) |
| Assaigs: Charvis Taylor Con.: Jenkins (2) Pen.: Jenkins (3) |       | Pen.: Quesada (6) | 1 d'octubre de 1999 15:00 WEST/GMT+1 (UTC+01) - Millennium Stadium, Cardiff Àrbitre: Paddy O'Brien (Nova Zelanda) |

| Samoa                                                                                        | 43–9 | Japó             | 3 d'octubre de 1999 13:00 WEST/GMT+1 (UTC+01) - Racecourse Ground, Wrexham Àrbitre: Andrew Cole (Austràlia) |
| Assaigs: Lima (2) So'oialo (2) Leaegailesolo Con.: Leaegailesolo (3) Pen.: Leaegailesolo (4) |      | Pen.: Hirose (3) | 3 d'octubre de 1999 13:00 WEST/GMT+1 (UTC+01) - Racecourse Ground, Wrexham Àrbitre: Andrew Cole (Austràlia) |

| Gal·les | 64–15 | Japó                                              | 9 d'octubre de 1999 14:30 WEST/GMT+1 (UTC+01) - Millennium Stadium, Cardiff Àrbitre: Joël Dume (França) |
| Assaigs: Taylor (2) Howley Gibbs Llewellyn Thomas Bateman Howarth Penalty try Con.: Jenkins (8) Pen.: Jenkins |       | Assaigs: Tuidraki Ohata Con.: Hirose Pen.: Hirose | 9 d'octubre de 1999 14:30 WEST/GMT+1 (UTC+01) - Millennium Stadium, Cardiff Àrbitre: Joël Dume (França) |

| Argentina                                      | 32–16 | Samoa                                                         | 10 d'octubre de 1999 13:00 WEST/GMT+1 (UTC+01) - Stradey Park, Llanelli Àrbitre: Wayne Erickson (Austràlia) |
| Assaigs: Allub Pen.: Quesada (8) Drop: Quesada |       | Assaigs: Paramore Con.: Leaegailesolo Pen.: Leaegailesolo (3) | 10 d'octubre de 1999 13:00 WEST/GMT+1 (UTC+01) - Stradey Park, Llanelli Àrbitre: Wayne Erickson (Austràlia) |

| Gal·les                                                             | 31–38 | Samoa                                                                                      | 14 d'octubre de 1999 15:00 WEST/GMT+1 (UTC+01) - Millennium Stadium, Cardiff Àrbitre: Ed Morrison (Anglaterra) |
| Assaigs: Thomas Penalty try (2) Con.: Jenkins (2) Pen.: Jenkins (4) |       | Assaigs: Bachop (2) Falaniko Lam Leaegailesolo Con.: Leaegailesolo (5) Pen.: Leaegailesolo | 14 d'octubre de 1999 15:00 WEST/GMT+1 (UTC+01) - Millennium Stadium, Cardiff Àrbitre: Ed Morrison (Anglaterra) |

| Argentina                                                  | 33–12 | Japó             | 16 d'octubre de 1999 19:00 WEST/GMT+1 (UTC+01) - Millennium Stadium, Cardiff Àrbitre: Stuart Dickinson (Austràlia) |
| Assaigs: Albanese Pichot Con.: Contepomi Pen.: Quesada (7) |       | Pen.: Hirose (4) | 16 d'octubre de 1999 19:00 WEST/GMT+1 (UTC+01) - Millennium Stadium, Cardiff Àrbitre: Stuart Dickinson (Austràlia) |

### Grup E
| Equip        | J | G | E | P | PF  | PC  | Pts |
| ------------ | - | - | - | - | --- | --- | --- |
| Austràlia    | 3 | 3 | 0 | 0 | 135 | 31  | 9   |
| Irlanda      | 3 | 2 | 0 | 1 | 100 | 45  | 7   |
| Romania      | 3 | 1 | 0 | 2 | 50  | 126 | 5   |
| Estats Units | 3 | 0 | 0 | 3 | 52  | 135 | 3   |

| Irlanda                                                                            | 53–8           | Estats Units                   | 2 d'octubre de 1999 19:00 WEST/GMT+1 (UTC+01) - Lansdowne Road, Dublín Assistència: 30,000 espectadors Àrbitre: Joël Dume (França) |
| Assaigs: Wood (4) Elwood (2) O'Driscoll Bishop Con.: Humphreys (5) Pen.: Humphreys | [Fitxa partit] | Assaigs: Dalzell Pen.: Dalzell | 2 d'octubre de 1999 19:00 WEST/GMT+1 (UTC+01) - Lansdowne Road, Dublín Assistència: 30,000 espectadors Àrbitre: Joël Dume (França) |

| Austràlia                                                                 | 57–9           | Romania        | 3 d'octubre de 1999 19:00 WEST/GMT+1 (UTC+01) - Ravenhill, Belfast Assistència: 12,500 espectadors Àrbitre: Paul Honiss (Nova Zelanda) |
| Assaigs: Kefu (3) Roff (2) Kafer Burke Little Horan Con.: Burke (5) Eales | [Fitxa partit] | Pen.: Mitu (3) | 3 d'octubre de 1999 19:00 WEST/GMT+1 (UTC+01) - Ravenhill, Belfast Assistència: 12,500 espectadors Àrbitre: Paul Honiss (Nova Zelanda) |

| Estats Units                                                       | 25–27          | Romania                                                     | 9 d'octubre de 1999 19:00 WEST/GMT+1 (UTC+01) - Lansdowne Road, Dublín Assistència: 3,000 espectadors Àrbitre: Jim Fleming (Escòcia) |
| Assaigs: Shuman Hightower Lyle Con.: Dalzell (2) Pen.: Dalzell (2) | [Fitxa partit] | Assaigs: Petrache (2) Solomie (2) Con.: Mitu (2) Pen.: Mitu | 9 d'octubre de 1999 19:00 WEST/GMT+1 (UTC+01) - Lansdowne Road, Dublín Assistència: 3,000 espectadors Àrbitre: Jim Fleming (Escòcia) |

| Irlanda         | 3–23           | Austràlia                                                 | 10 d'octubre de 1999 15:00 WEST/GMT+1 (UTC+01) - Lansdowne Road, Dublín Àrbitre: Clayton Thomas (Gal·les) |
| Pen.: Humphreys | [Fitxa partit] | Assaigs: Tune Horan Con.: Burke (2) Pen.: Burke (2) Eales | 10 d'octubre de 1999 15:00 WEST/GMT+1 (UTC+01) - Lansdowne Road, Dublín Àrbitre: Clayton Thomas (Gal·les) |

| Austràlia                                                                                            | 55–19          | Estats Units                                     | 14 d'octubre de 1999 17:00 WEST/GMT+1 (UTC+01) - Thomond Park, Limerick Assistència: 13,000 espectadors Àrbitre: Andre Watson (Sud-àfrica) |
| Assaigs: Staniforth (2) Latham Whitaker Foley Burke Larkham Strauss Con.: Burke (5) Roff Pen.: Burke | [Fitxa partit] | Assaigs: Grobler Con.: Dalzell Pen.: Dalzell (4) | 14 d'octubre de 1999 17:00 WEST/GMT+1 (UTC+01) - Thomond Park, Limerick Assistència: 13,000 espectadors Àrbitre: Andre Watson (Sud-àfrica) |

| Irlanda                                                                                           | 44–14          | Romania                       | 15 d'octubre de 1999 19:00 WEST/GMT+1 (UTC+01) - Lansdowne Road, Dublín Assistència: 33,000 espectadors Àrbitre: Brian Campsall (Anglaterra) |
| Assaigs: O'Shea (2) Ward Tierney O'Cuinneagain Con.: Elwood (5) Pen.: Elwood (2) Drop: O'Driscoll | [Fitxa partit] | Assaigs: Sauan Pen.: Mitu (3) | 15 d'octubre de 1999 19:00 WEST/GMT+1 (UTC+01) - Lansdowne Road, Dublín Assistència: 33,000 espectadors Àrbitre: Brian Campsall (Anglaterra) |

### Rànquing de tercers classificats
| Team      | W | D | L | PF  | PA  | Pts |
| --------- | - | - | - | --- | --- | --- |
| Argentina | 2 | 0 | 1 | 83  | 51  | 7   |
| Canadà    | 1 | 0 | 2 | 114 | 82  | 5   |
| Uruguai   | 1 | 0 | 2 | 42  | 97  | 5   |
| Romania   | 1 | 0 | 2 | 50  | 126 | 5   |
| Tonga     | 1 | 0 | 2 | 47  | 171 | 5   |

## Fase de grups

### Vuitens de final (Play-off stage)
| Anglaterra                                                                   | 45–24          | Fiji                                                                 | 20 d'octubre de 1999 13:00 WEST/GMT+1 (UTC+01) - Twickenham, Londres Àrbitre: Clayton Thomas (Gal·les) |
| Assaigs: Luger Back Beal Greening Con.: Dawson Wilkinson Pen.: Wilkinson (7) | [Fitxa partit] | Assaigs: Satala Nakauta Tikomaimakogai Con.: Little (3) Pen.: Serevi | 20 d'octubre de 1999 13:00 WEST/GMT+1 (UTC+01) - Twickenham, Londres Àrbitre: Clayton Thomas (Gal·les) |

| Escòcia                                                                             | 35–20          | Samoa                                                                | 20 d'octubre de 1999 15:30 WEST/GMT+1 (UTC+01) - Murrayfield, Edimburg Àrbitre: David McHugh (Irlanda) |
| Assaigs: C. Murray M. Leslie Penalty try Con.: Logan Pen.: Logan (5) Drop: Townsend | [Fitxa partit] | Assaigs: Lima Sititi Con.: Leaegailesolo (2) Pen.: Leaegailesolo (2) | 20 d'octubre de 1999 15:30 WEST/GMT+1 (UTC+01) - Murrayfield, Edimburg Àrbitre: David McHugh (Irlanda) |

| Argentina                                         | 28–24          | Irlanda                             | 20 d'octubre de 1999 20:30 CEST/GMT+2 (UTC+02) - Stade Félix Bollaert, Lens Assistència: 41,320 espectadors Àrbitre: Stuart Dickinson (Austràlia) |
| Assaigs: Albanese Con.: Quesada Pen.: Quesada (7) | [Fitxa partit] | Pen.: Humphreys (7) Drop: Humphreys | 20 d'octubre de 1999 20:30 CEST/GMT+2 (UTC+02) - Stade Félix Bollaert, Lens Assistència: 41,320 espectadors Àrbitre: Stuart Dickinson (Austràlia) |

### Quarts de final
|  | Quarts de final                               | Quarts de final                       |                                                |              | Semifinals  | Semifinals  |  |  | Final                                         | Final |
|  |                                               |                                       |                                                |              |             |             |  |  |                                               |       |
|  | 24 d'octubre de – Stade de França, París      |                                       |                                                |              |             |             |  |  |                                               |       |
|  |                                               |                                       |                                                |              |             |             |  |  |                                               |       |
|  | Sud-àfrica                                    | 44                                    |                                                |              |             |             |  |  |                                               |       |
|  | Sud-àfrica                                    | 44                                    | 30 d'octubre de – Twickenham, Londres          |              |             |             |  |  |                                               |       |
|  | Anglaterra                                    | 21                                    |                                                |              |             |             |  |  |                                               |       |
|  | Anglaterra                                    | 21                                    | Sud-àfrica                                     | 21           |             |             |  |  |                                               |       |
|  | 23 d'octubre de – Millennium Stadium, Cardiff |                                       | Sud-àfrica                                     | 21           |             |             |  |  |                                               |       |
|  |                                               | Austràlia (pròrroga)                  | 27                                             |              |             |             |  |  |                                               |       |
|  | Austràlia                                     | Austràlia (pròrroga)                  | 27                                             | 24           |             |             |  |  |                                               |       |
|  | Austràlia                                     |                                       | 6 de novembre de – Millennium Stadium, Cardiff | 24           |             |             |  |  |                                               |       |
|  | Gal·les                                       | 9                                     |                                                |              |             |             |  |  |                                               |       |
|  | Gal·les                                       | 9                                     | Austràlia                                      | 35           |             |             |  |  |                                               |       |
|  | 24 d'octubre de – Murrayfield, Edimburg       |                                       | Austràlia                                      | 35           |             |             |  |  |                                               |       |
|  |                                               | França                                | 12                                             |              |             |             |  |  |                                               |       |
|  | Nova Zelanda                                  | França                                | 12                                             | 30           |             |             |  |  |                                               |       |
|  | Nova Zelanda                                  | 31 d'octubre de – Twickenham, Londres |                                                | 30           |             |             |  |  |                                               |       |
|  | Escòcia                                       | 18                                    |                                                |              |             |             |  |  |                                               |       |
|  | Escòcia                                       | 18                                    | Nova Zelanda                                   | 31           | Tercer lloc | Tercer lloc |  |  |                                               |       |
|  | 24 d'octubre de – Lansdowne Road, Dublín      |                                       | Nova Zelanda                                   | 31           | Tercer lloc | Tercer lloc |  |  |                                               |       |
|  |                                               | França                                | 43                                             |              |             |             |  |  |                                               |       |
|  | França                                        | França                                | 43                                             | 47           | Sud-àfrica  | 22          |  |  |                                               |       |
|  | França                                        |                                       |                                                | 47           | Sud-àfrica  | 22          |  |  |                                               |       |
|  | Argentina                                     | 26                                    |                                                | Nova Zelanda | 18          |             |  |  |                                               |       |
|  | Argentina                                     | 26                                    |                                                |              | 18          |             |  |  |                                               |       |
|  |                                               |                                       |                                                |              |             |             |  |  | 4 de novembre de– Millennium Stadium, Cardiff |       |
|  |                                               |                                       |                                                |              |             |             |  |  |                                               |       |

| Gal·les           | 9–24           | Austràlia                                            | 23 d'octubre de 1999 15:00 WEST/GMT+1 (UTC+01) - Millennium Stadium, Cardiff Assistència: 74,499 espectadors Àrbitre: Colin Hawke (Nova Zelanda) |
| Pen.: Jenkins (3) | [Fitxa partit] | Assaigs: Gregan (2) Tune Con.: Burke (3) Pen.: Burke | 23 d'octubre de 1999 15:00 WEST/GMT+1 (UTC+01) - Millennium Stadium, Cardiff Assistència: 74,499 espectadors Àrbitre: Colin Hawke (Nova Zelanda) |

| Sud-àfrica                                                                                   | 44–21          | Anglaterra                  | 24 d'octubre de 1999 14:00 CEST/GMT+2 (UTC+02) - Stade de França, Sant-Denis Àrbitre: Jim Fleming (Escòcia) |
| Assaigs: Van der Westhuizen P. Rossouw Con.: De Beer (2) Pen.: De Beer (5) Drop: De Beer (5) | [Fitxa partit] | Pen.: Grayson (6) Wilkinson | 24 d'octubre de 1999 14:00 CEST/GMT+2 (UTC+02) - Stade de França, Sant-Denis Àrbitre: Jim Fleming (Escòcia) |

| Escòcia                                                            | 18–30          | Nova Zelanda                                                         | 24 d'octubre de 1999 18:00 WEST/GMT+1 (UTC+01) - Murrayfield, Edimburg Assistència: 67,529 espectadors Àrbitre: Ed Morrison (Anglaterra) |
| Assaigs: C. Murray Pountney Con.: Logan Pen.: Logan Drop: Townsend | [Fitxa partit] | Assaigs: Umaga (2) Wilson Lomu Con.: Mehrtens (2) Pen.: Mehrtens (2) | 24 d'octubre de 1999 18:00 WEST/GMT+1 (UTC+01) - Murrayfield, Edimburg Assistència: 67,529 espectadors Àrbitre: Ed Morrison (Anglaterra) |

| Argentina                                                            | 26–47          | França                                                                                 | 24 d'octubre de 1999 15:30 WEST/GMT+1 (UTC+01) - Lansdowne Road, Dublín Àrbitre: Derek Bevan (Gal·les) |
| Assaigs: Pichot Arbizu Con.: Quesada (2) Pen.: Quesada (3) Contepomi | [Fitxa partit] | Assaigs: Garbajosa (2) Bernat-Salles (2) Ntamack Con.: Lamaison (5) Pen.: Lamaison (4) | 24 d'octubre de 1999 15:30 WEST/GMT+1 (UTC+01) - Lansdowne Road, Dublín Àrbitre: Derek Bevan (Gal·les) |

### Semifinals
| Austràlia                     | 27–21 (Prórroga) | Sud-àfrica                      | 30 d'octubre de 1999 15:00 WEST/GMT+1 (UTC+01) - Twickenham, Londres Àrbitre: Derek Bevan (Gal·les) |
| Pen.: Burke (8) Drop: Larkham | [Fitxa partit]   | Pen.: De Beer (6) Drop: De Beer | 30 d'octubre de 1999 15:00 WEST/GMT+1 (UTC+01) - Twickenham, Londres Àrbitre: Derek Bevan (Gal·les) |

| França | 43–31          | Nova Zelanda                                                   | 31 d'octubre de 1999 15:00 WET/GMT (UTC+00) - Twickenham, Londres Àrbitre: Jim Fleming (Escòcia) |
| Assaigs: Lamaison Dominici Dourthe Bernat-Salles Con.: Lamaison (4) Pen.: Lamaison (3) Drop: Lamaison (2) | [Fitxa partit] | Assaigs: Lomu (2) Wilson Con.: Mehrtens (2) Pen.: Mehrtens (4) | 31 d'octubre de 1999 15:00 WET/GMT (UTC+00) - Twickenham, Londres Àrbitre: Jim Fleming (Escòcia) |

### Partit pel 3r i 4t lloc
| Nova Zelanda       | 18–22          | Sud-àfrica                                                             | 4 de novembre de 1999 20:00 WET/GMT (UTC+00) - Millennium Stadium, Cardiff Assistència: 50.000 espectadors Àrbitre: Peter Marshall (Austràlia) |
| Pen.: Mehrtens (6) | [Fitxa partit] | Assaigs: Paulse Con.: Honiball Pen.: Honiball (3) Drop: Montgomery (2) | 4 de novembre de 1999 20:00 WET/GMT (UTC+00) - Millennium Stadium, Cardiff Assistència: 50.000 espectadors Àrbitre: Peter Marshall (Austràlia) |

### Final
| Austràlia                                             | 35–12          | França             | 6 de novembre de 1999 15:00 WET/GMT (UTC+00) - Millennium Stadium, Cardiff Assistència: 72,500 espectadors Àrbitre: André Watson (Sud-àfrica) |
| Assaigs: Tune Finegan Con.: Burke (2) Pen.: Burke (7) | [Fitxa partit] | Pen.: Lamaison (4) | 6 de novembre de 1999 15:00 WET/GMT (UTC+00) - Millennium Stadium, Cardiff Assistència: 72,500 espectadors Àrbitre: André Watson (Sud-àfrica) |